# Velledomimus gardneri
Velledomimus gardneri là một loài bọ cánh cứng trong họ Cerambycidae.